# NGC 3345
NGC 3345 é uma estrela dupla na direção da constelação de Leo. O objeto foi descoberto pelo astrônomo William Herschel em 1784, usando um telescópio refletor com abertura de 18,6 polegadas. 